# Dreifaltigkeitskirche (Vrmdža)

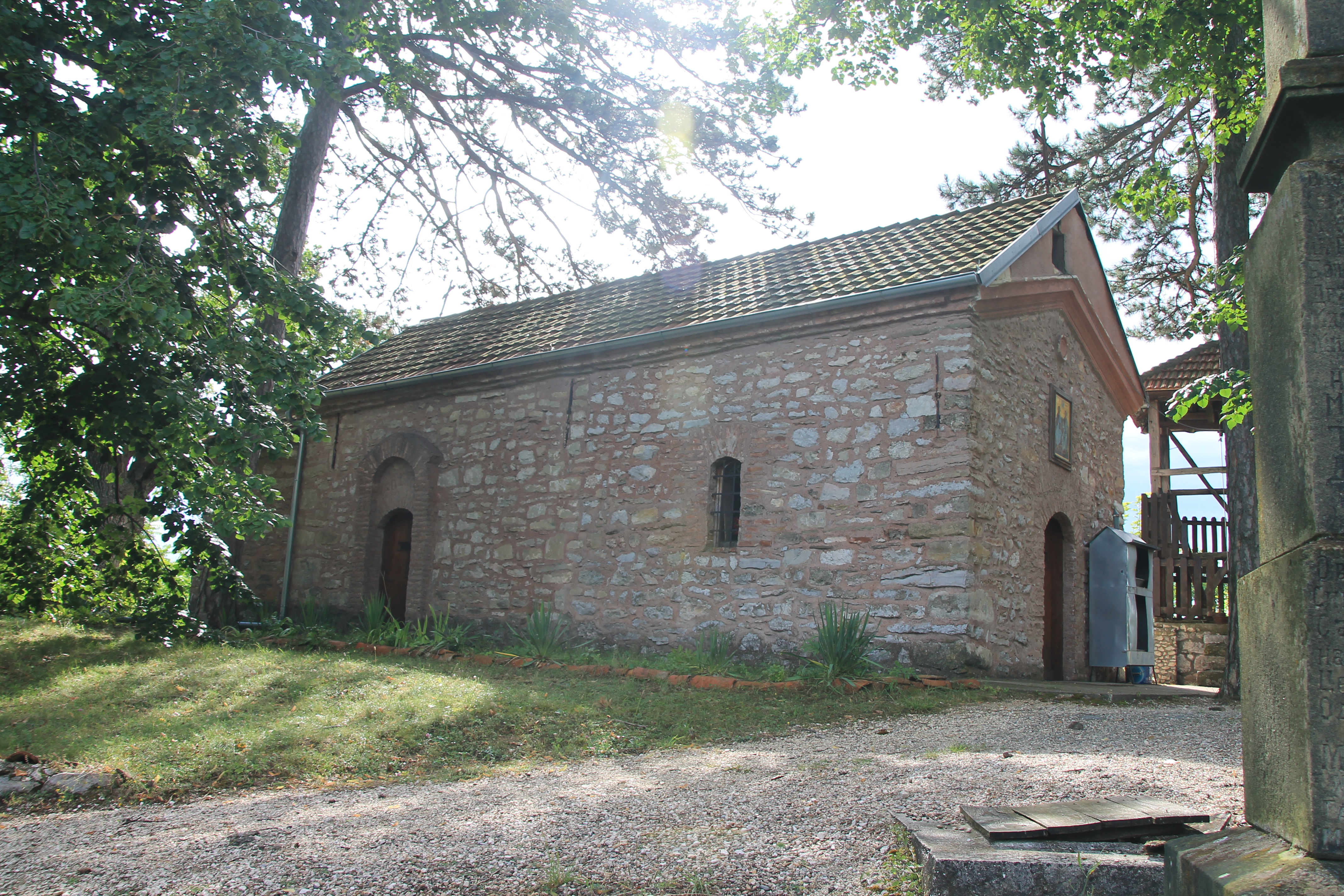
Ansicht der Nordfassade der Dreifaltigkeitskirche in Vrmdža

Die Dreifaltigkeitskirche (serbisch: Црква Свете Тројице, Crkva Svete Trojice) ist eine serbisch-orthodoxe Kirche im Dorf Vrmdža, der Opština Sokobanja, im östlichen Serbien.
Das 1818 erbaute Kirchengebäude ist der Heiligen Dreifaltigkeit geweiht und ist eine Filialkirche der Pfarrei Sokobanja III, die zur Verklärungskirche der Stadt Sokobanja gehört, im Dekanat Sokobanja der Eparchie Timok der serbisch-orthodoxen Kirche.

## Lage

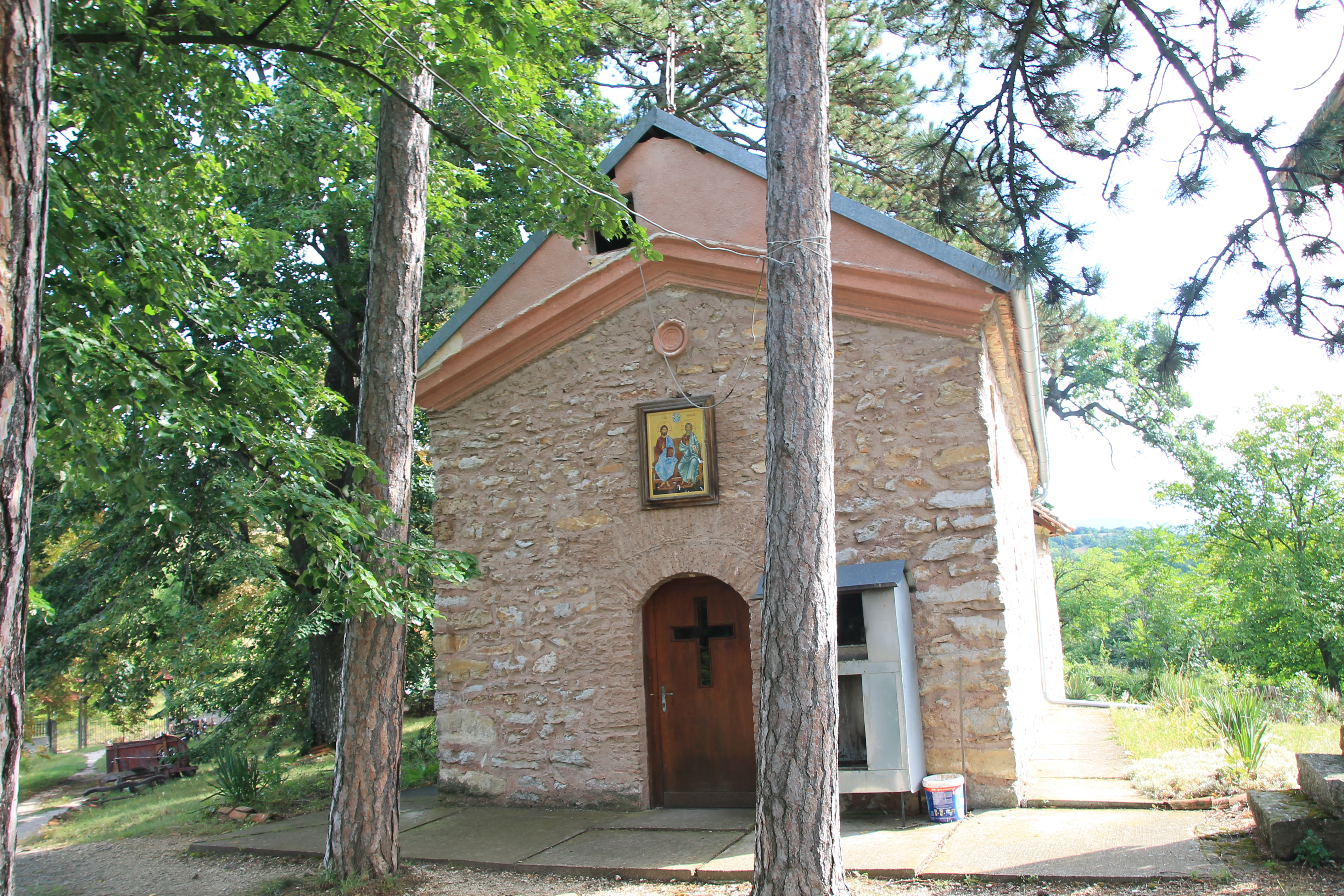
Die Westfassade der Kirche

Auf einem Hügel mitten in einem Kiefernwäldchen des Weilers, Šuma, im südöstlichen Dorfgebiet von Vrmdža, steht die Dreifaltigkeitskirche. 
Von den umgebenden Hügeln neben der Kirche erstrecken sich nach Osten, Süden und Westen herrliche Landschaftspanaroma. Auch die Gemeindehauptstadt, Sokobanja unterhalb des Berges Ozren, ist von dem touristisch erschlossenen Aussichtspunkt, bei dem auch ein großes Kreuz aufgestellt wurde, nahe der Kirche, gut zu erkennen.  
Im großen umzäunten Kirchhof stehen neben der Kirche, ein Glockenturm, eine alte Schule und das Pfarrhaus, indem seit 2010 ein kleines Ethno-Museum mit einer großen Sammlung von Trachten, Werkzeugen, Möbeln und ein Teil des alten Schulinventars, ausgestellt sind. Nahe der Kirche steht auch ein Denkmal für die Opfer des Ersten Weltkrieges aus dem Dorf. 

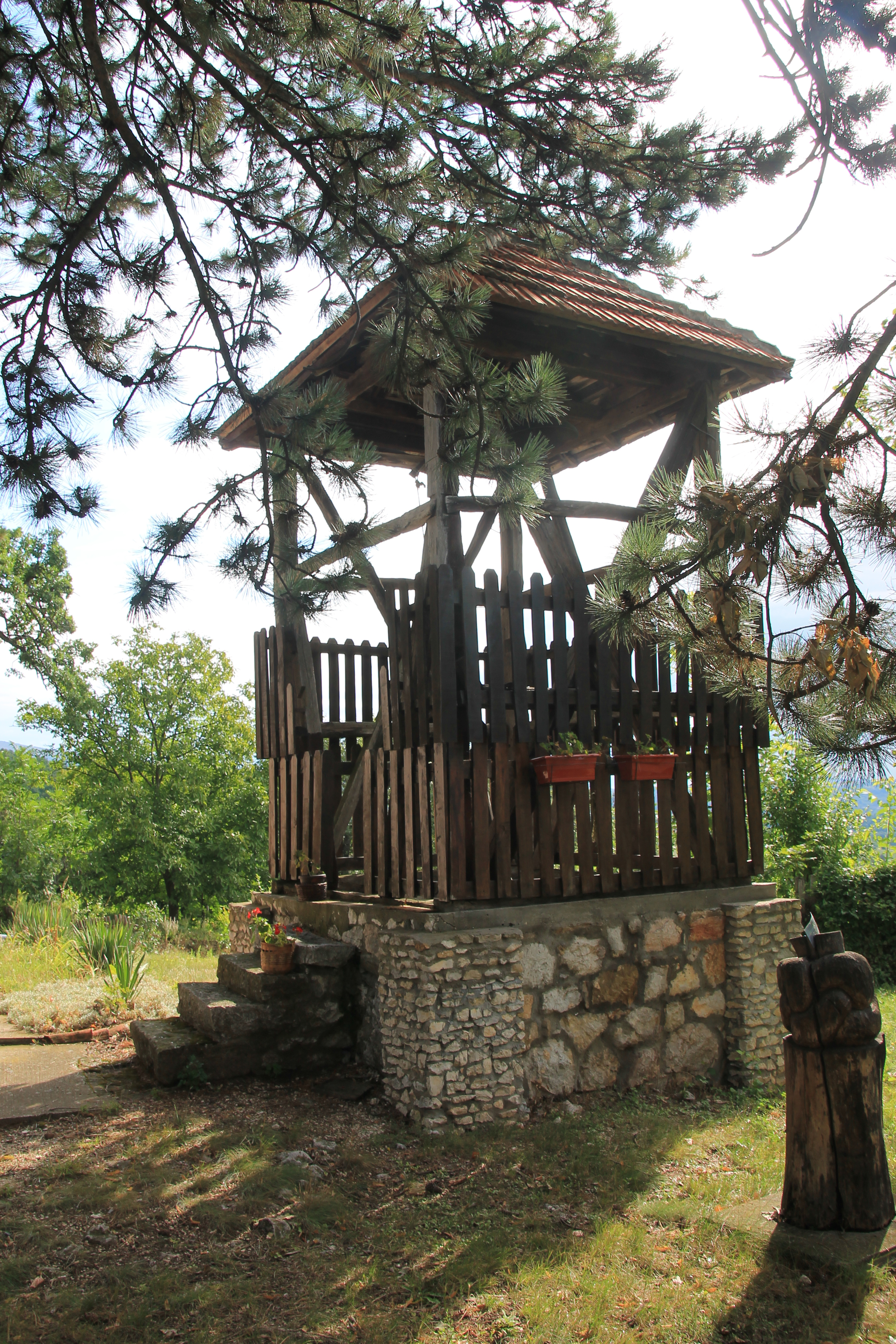
Der freistehende Glockenturm

Unweit westlich der Dreifaltigkeitskirche, steht die zweite kleinere Kirche des Dorfes, die Kirche Hl. Großmärtyrer Pantaleon.

## Geschichte
Nach einer örtlichen Volkslegende zufolge, stammte die erste an dieser Stelle erbaute (Kloster-)Kirche aus dem 13. Jahrhundert. Diese Kirche und ihr nachfolgenden Kirchengebäude wurden insgesamt dreimal niedergebrannt und wieder aufgebaut. Die heutige Kirche wurde auf einem Klostergrundstück über diesem alten Kirchenfundamenten erbaut. 
Auch soll die Kirche, während der Zeit der Türkenherrschaft, durch ein Ferman des türkischen Vorstehers der Stadt Sokobanja, gerettet worden sein. Dieser hatte als Zeichen der Dankbarkeit, für die wundersame Genesung seines an Wahnsinn erkrankten Sohnes, dieses besagte Ferman für die Kirche ausgestellt.
1818 wurde das Gotteshaus aus festem Material (Stein) erbaut und 1892 deutlich erweitert. 
1894 wurde die hölzerne mehrgeschoßige und mehrtürige Ikonostase mit vom Maler Milisav Marković aus der Stadt Knjaževac gemalten Ikonen bestückt. Zwei Jahrzehnte später malte der Maler, Milisav Marković, auch die Ikonen für die Ikonostase der Verklärungskirche im Stadtzentrum von Sokobanja.
Südwestlich neben der Kirche befindet sich der Glockenturm mit zwei Glocken. Eine Kirchenglocke war ein Geschenk des Kaufmannes Stanko Petrović aus dem Nachbardorf Šarbanovac aus dem Jahre 1854. Die zweite Kirchenglocke spendete der Kaufmann, Ljubisav Miletić, aus Vrmdža, im Jahre 1897.
Im Kircheninneren wurden 2022 Renovierungsarbeiten durchgeführt. 

## Architektur

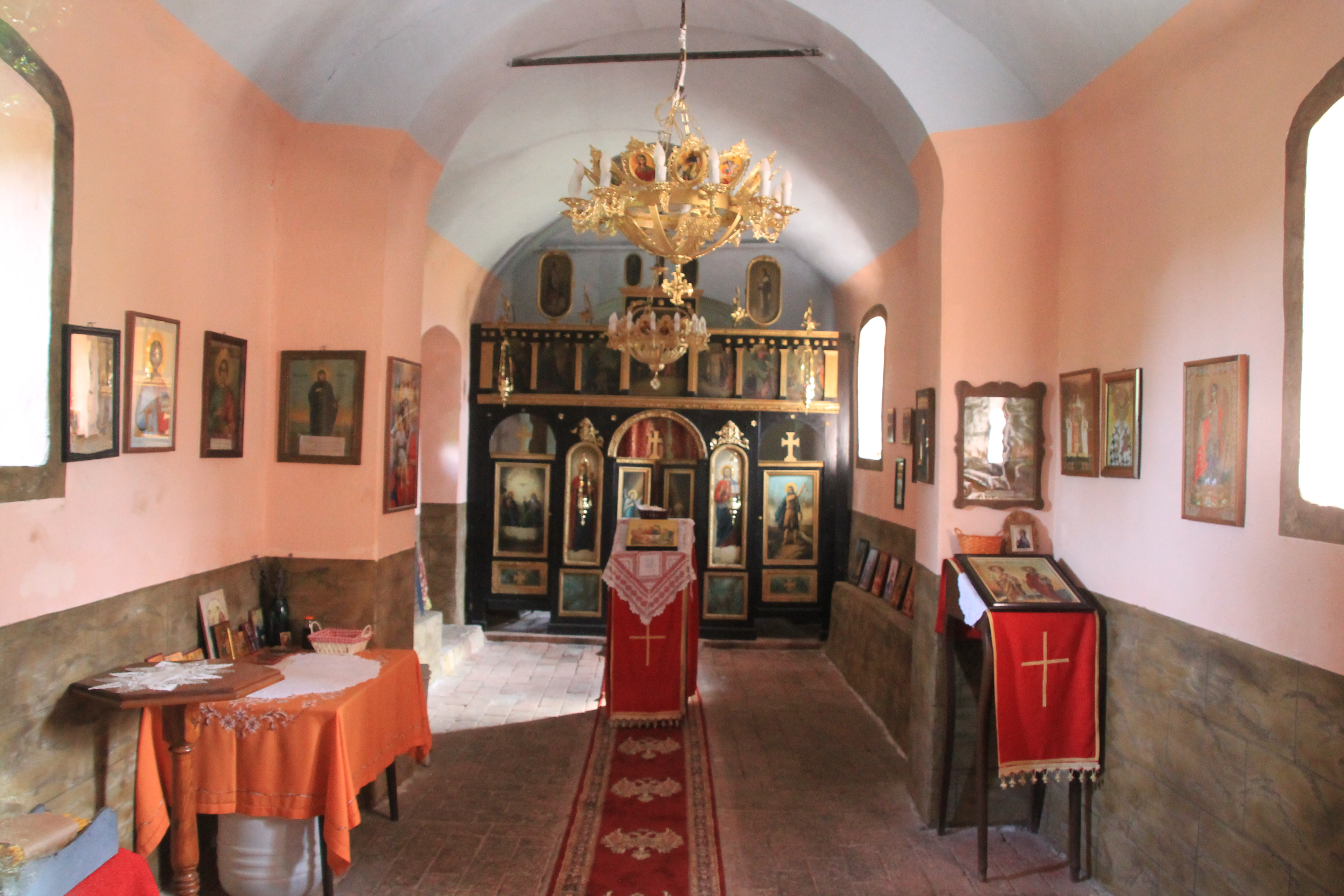
Blick auf die Ikonostase

Das einschiffige Kirchengebäude mit den Maßen, 10 Meter Länge, 3,5 Meter Breite und 4 Meter an Höhe, ist in einer einfachen architektonischen Baukonzeption, mit einer erweiternden halbrunden Altar-Apsis im Osten und einem nachträglich angebauten Narthex im Westen, erbaut worden. Der westliche Teil des Kirchenschiffes bei der Westfassade wurde baulich erhöht.  
Der Haupteingang der Kirche befindet sich an der Westfassade. Auch gibt es einen Nebeneingang an der Nordseite der Kirche. Über dem Haupteingang der Kirche an der Westfassade, wurde über der Eingangstüre, eine Patronatsikone der Hl. Dreifaltigkeit angebracht. Die Kirche besitzt zwei Kirchenkreuze, jeweils eines am West- und Ostende des Naos.
Das Kircheninnere wird von der hölzernen Ikonostase und zwei kleineren Kronleuchtern bestimmt. Der Kircheninnenraum ist außer einer leichten teilweisen Bemalung der Kirchenwände mit Farbe, nicht mit Fresken oder Wandmalereien bemalt, jedoch hängen an den Kirchenwänden, eine große Anzahl an Ikonen mit den Darstellungen von vielen Heiligen. 
Im westlichen Teil des Kircheninnenraumes befindet sich ein kleiner kirchlicher Verkaufsstand mit Kerzen und Ikonen.